# 灰司
灰司（はいじ）は、日本の漫画家。男性。青森県出身。主に成人向け漫画雑誌で活動。

## 来歴
2001年にシュベール出版『コミック零式』で商業誌デビュー。同年、エンジェル出版『ANGEL倶楽部』の新人賞で佳作に入選。
以後、同誌の他、茜新社の『ComicちょいS!』、『COMIC SIGMA』、コアマガジン『コミックメガストア』等で作品が掲載。2010年現在では、ワニマガジン社『COMIC華漫』の他、携帯電話向け漫画配信サイト『めちゃコミ』に新作が掲載されている。
同人サークル「灰同」での活動も行っている。

## 作品リスト

### 単行本
成人向け作品
1. 『乙 -OTU- 灰司第一作品集』 2002年1月発売、エンジェル出版〈エンジェルコミックス〉、ISBN 4-87306-127-X
2. 『S -エス- second collection of hyji』 2002年12月17日発売[2]、エンジェル出版〈エンジェルコミックス〉、ISBN 4-87306-156-3
3. 『穢れ -kegare-』 2003年10月17日発売[3]、エンジェル出版〈エンジェルコミックス〉、ISBN 4-87306-176-8
4. 『カテキョト』 2004年9月発売、エンジェル出版〈エンジェルコミックス〉、ISBN 4-87306-197-0
5. 『メビウス』 2005年6月発売、エンジェル出版〈エンジェルコミックス〉、ISBN 4-87306-214-4
6. 『S!X -シックス-』 2006年5月発売、エンジェル出版〈エンジェルコミックス〉、ISBN 4-87306-239-X
7. 『汗水女』 2007年4月25日発行[4]、茜新社〈TENMA COMICS〉、ISBN 978-4-8718-2908-3
8. 『ちょ・団地妻慶子』 2007年10月17日発売[5]、エンジェル出版〈エンジェルコミックス〉、ISBN 978-4-8730-6273-0
9. 『ローリターン 〜年上の妹〜』[6] 2008年11月発売、ワニマガジン社〈ワニマガジンコミックススペシャル〉、ISBN 978-4-8626-9071-5
10. 『Juicy』[7] 2011年9月発売、ワニマガジン社〈ワニマガジンコミックススペシャル〉、ISBN 978-4-86269-179-8
11. 『指輪の穴』[8] 2014年3月31日発売[9]、ワニマガジン社〈ワニマガジンコミックススペシャル〉、ISBN 978-4-86269-299-3
12. 『熟恋の罠』[10] 2016年10月31日発売[11]、ワニマガジン社〈ワニマガジンコミックススペシャル〉、ISBN 978-4-86269-455-3

### 同人誌
成年向け作品
- 『苺まみまも』 2005年12月、灰同
- 『紅カケ』 2007年8月、灰同
- 『FeGa』 2007年12月、灰同
- 『Sweeeet Home』 2009年7月、灰同